# Замок Рокетс
Замок Рокеттс (англ. Rockett's Castle, ірл. Caisleán an Riocoidig) — замок Рьокойдіг, замок Рокеттів, замок Благородних Піратів — один із замків Ірландії, розташований в графстві Вотерфорд. Замок баштового типу збудований в норманському стилі. Замок стоїть на березі річки Шур, являє собою вежу діаметром 31 фут. Верхній поверх — 4 поверх має форму літери D, має парапет і оглядовий майданчик.

## Історія замку Рокеттс
Замок був збудований англо-норманськими феодалами після завоювання Ірландії в 1171 році для захисту захоплених земель від непокірних ірландських кланів. Замок належав феодалам Рокетт (де ла Рошель), що розбудували його в 1212 році. Від цих власників замок і отримав свою назву. Потім замком заволодів граф Ормонд. Король Англії, Шотландії та Ірландії Карл І дозволив власнику замку Рокеттс знищити і захопити власність ірландських католиків, які не підкорилися королю Англії. Але цей указ був лише порожньої декларацією. Замок став власністю корсарів та піратів. Володарі замку грабували кораблі, які вважали ворожими, а частину награбованого дарували бідним ірландським селянам. Тому замок Рокеттс отримав назву замок Піратів. Згідно легенди тодішні володарі замку грабували лише англійські кораблі, вели таким чином боротьбу проти Англії, що захопила на той час всю територію Ірландії. Тому володарів замку Рокеттс називали в той час «пірати честі». Ці люди перетворилися в серйозну проблему для корони Англії, за їх голови було оголошено величезну винагороду. Зрештою ці пірати були розбиті і втратили свої голови, які потім насадили на палі в місті Вотерфорд і прикрасили написом: «Остерігайтеся, не обманюйте свого короля». Поруч є місцина яку називають Кранн а Рьокойдіг (ірл. — Crann A Riocoidig) — дерево Рокеттсів. Згідно легенди тут росло величезне дерево, яке використали в якості шибениці, щоб повісити на ньому піратів замку Рокеттс. У першій половині XVII століття замком володів Річард Странг, але у 1650 році замок був у нього конфіскований за підтримку «ірландських папістів» та «повстанців». Після цього замок отримав у власність сер Алджернон. Він назвав цей замок Мейфілд. У XVIII столітті замок був закинутий і поступово перетворювався на руїну. Нині ці місця є популярними серед туристів і рибалок, замок придбав новий власник і є надія, що цей замок буде відрестаровано.